# 面白山高原站
面白山高原站（日语：／ Omoshiroyama-Kōgen eki */?）位于山形县山形市大字山寺字面白山，是东日本旅客铁道（JR東日本）管辖的鐵路車站。此站標高440公尺，為仙山線海拔最高的車站。

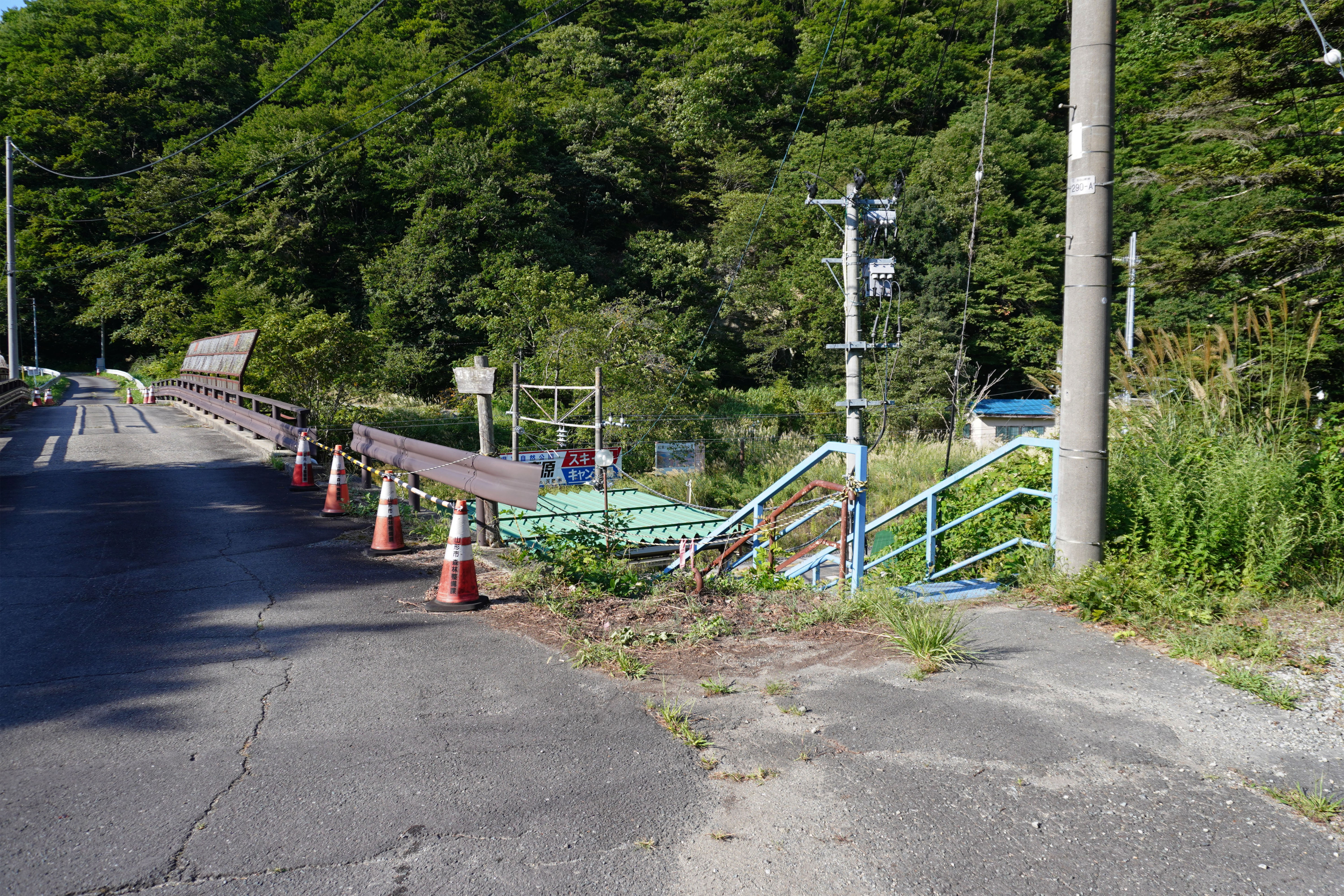
車站出入口(2023年9月)

## 历史
- 1937年11月10日 - 面白山临时乘降所开业。
- 1987年4月1日 - 国铁分割民营化后成为JR东日本车站。
- 1988年3月13日 - 由临时站改为常设站，更名为面白山高原站。
- 2012年3月17日 - 少数快速列车停车。
- 2015年3月14日 - 随着旅客减少，全部快速列车通过。成为只停靠普通列车的车站。

## 车站结构

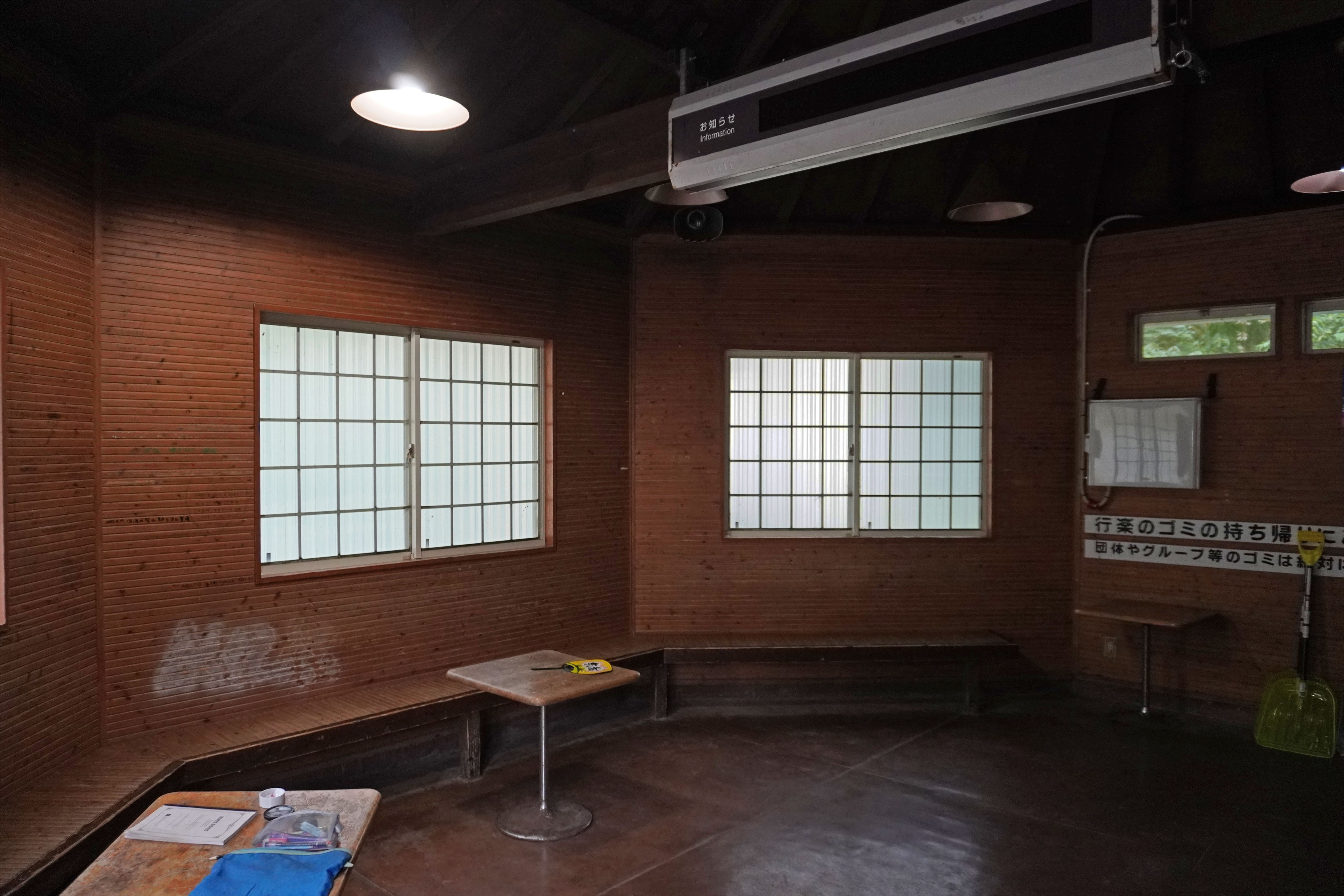
候車室内(2023年9月)

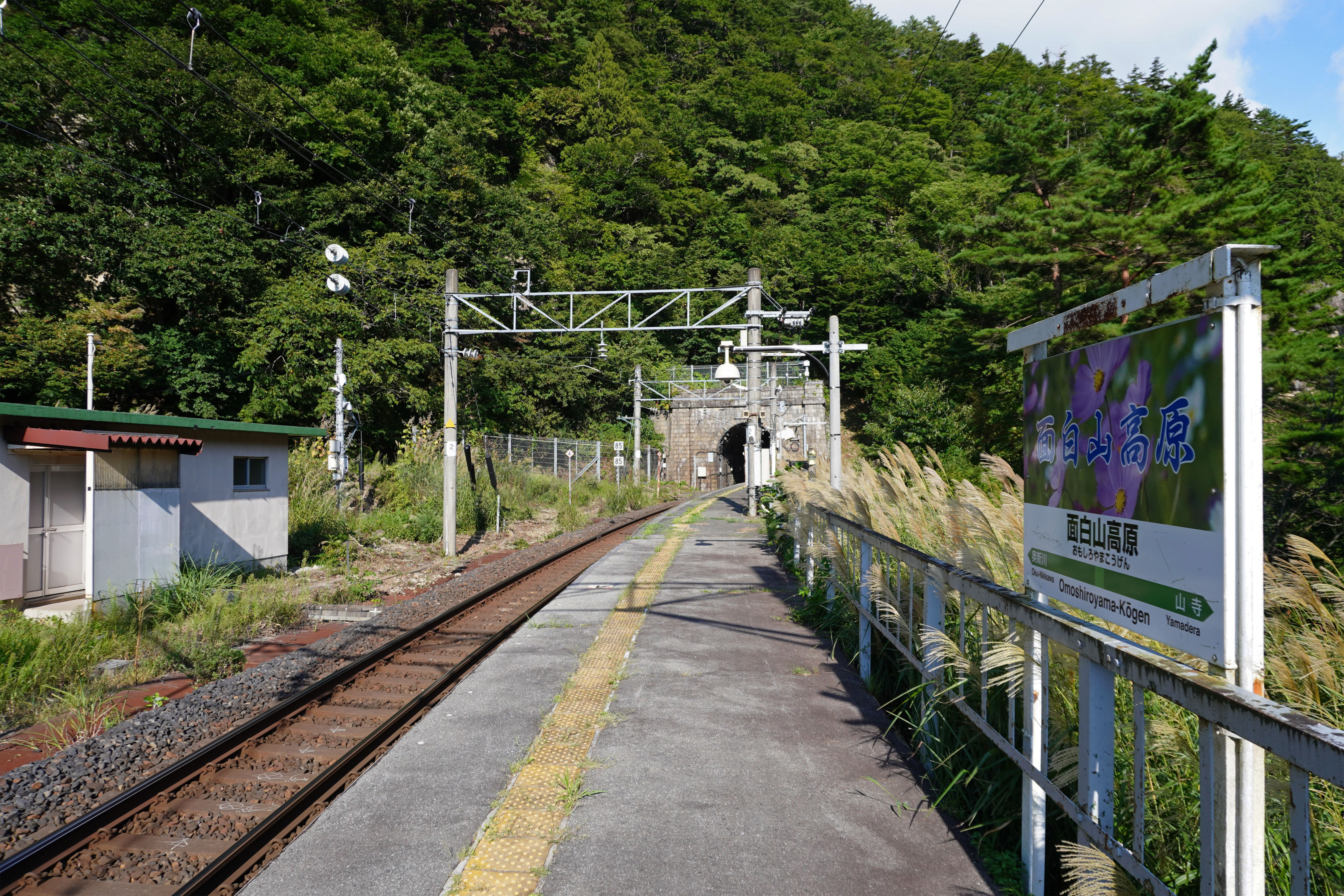
月台(2023年9月)

本站為侧式站台1面1线的地面车站，是由山形站管理的无人站。站內設有自动售票机，可以使用Suica。当登山季来临时，山形站会派出临时站员至本站查验车票。本站往仙台方面緊鄰仙山隧道（又稱面白山隧道），長5,361公尺，為仙山線最長的隧道。

## 相邻车站
東日本旅客铁道（JR東日本）
□快速
通过
■普通
奥新川－（面白山信号场）－面白山高原－山寺